# William Hutteau
Pour les articles homonymes, voir Hutteau.
Pas d'image ? Cliquez ici

a Compétitions nationales et continentales officielles uniquement.

Dernière mise à jour le 6 mars 2025.
William Hutteau, né le 12 février 1998, est un joueur français de rugby à XV. Il évolue au poste de demi de mêlée.

## Biographie
William Hutteau est issu de l'US Pithiviers située dans le département du Loiret avant de rejoindre le centre de formation de l'ASM Clermont et de faire ses débuts avec l'équipe professionnelle en 2018.
Il signe ensuite au RC Vannes en Pro D2 puis au CS Bourgoin-Jallieu en Nationale.

## Palmarès
- Championnat de France espoirs :
  - Vainqueur (1) : 2018 (ASM Clermont)